# Peter Sandrini
Peter Sandrini (* 20. Februar 1961) ist ein Übersetzungswissenschaftler und Terminologe. Er lehrt und forscht als Außerordentlicher Universitätsprofessor an der Universität Innsbruck, Philologisch-Kulturwissenschaftliche Fakultät, Institut für Translationswissenschaft.

## Leben
Nach der Matura am Franziskanergymnasium Bozen absolvierte Sandrini von 1981 bis 1988 ein Studium zum Übersetzer an der Universität Innsbruck und schloss dieses 1988 mit der Diplomarbeit zum Thema Probleme der italienisch-deutschen Übersetzung im Bereich des Kündigungsschutzes unter Berücksichtigung der Südtirol-spezifischen Anwendungsproblematik ab. Er promovierte 1996 mit seiner Dissertation Terminologiearbeit im Recht: Deskriptiver begriffsorientierter Ansatz vom Standpunkt des Übersetzers.
Seit 1992 unterrichtet und forscht er als Assistenz-Professor am Institut für Translationswissenschaft der Universität Innsbruck.
Außerdem ist er Gründungsmitglied des 1991 gegründeten Südtiroler Berufsverbandes Landesverband der Übersetzer (LDÜ) – L’Unione Provinciale dei Traduttori (UPT) und war bis 1994 als Vorstand tätig.

## Lehr- und Forschungstätigkeit
Sandrini lehrt am Institut für Translationswissenschaft in den Bereichen Translationstechnologie, Website Translation und Rechtsübersetzung. Zu seinen Forschungsschwerpunkten gehören:
- Terminologielehre
- Multilingualität und Rechtssprache
- Fachkommunikation
- Translationstechnologie
- Globalisierung
- Translationspolitik

Von 1999 bis 2001 leitete er in Zusammenarbeit mit der Europäischen Akademie Bozen das EU-Projekt Interreg II: Sondermaßnahmen zur Überwindung der Probleme, die aufgrund der verschiedenen Sprachen, Verwaltungsverfahren und Rechtssysteme dies- und jenseits der Grenze entstehen. Im Rahmen des Projekts wurden die interkulturelle Rechtsterminologie in Österreich und Italien näher betrachtet, Unterschiede zwischen den beiden Rechtsordnungen aufgezeigt und Glossare zu verschiedenen Vertragsarten erstellt.
Von 2007 bis 2009 arbeitete er am EU Tempus Project CD_JEP-40090-2005 Foreign Languages in the Field of Law mit, in dessen Rahmen ein Fremdsprachenzentrum für Rechtssprache an der Fakultät für Rechtswissenschaft der Universität Zagreb eingeführt wurde.
Von 2007 bis 2021 leitete er das Projekt tuxtrans, eine Sammlung freier Software für die computerunterstützte Übersetzung, basierend auf dem ebenfalls freien Betriebssystem Linux.

## Mitgliedschaften
- International Association for Translation & Intercultural Studies
- Deutscher TerminologieTag e.V.
- Internationales Institut für Terminologieforschung
- TiLP (TI Linking Program)
- Ehrenmitglied des Südtiroler Landesverbandes der Übersetzer

## Publikationen
Monographien
- Probleme der italienisch-deutschen Übersetzung im Bereich des Kündigungsschutzes unter Berücksichtigung der Südtirol-spezifischen Anwendungsproblematik. Glossar. Diplomarbeit. Innsbruck 1988.
- Terminologiearbeit im Recht. Deskriptiver, begriffsorientierter Ansatz vom Standpunkt des Übersetzers. TermNet, Wien 1996, ISBN 3-901010-15-7.
- Translationspolitik für Regional- oder Minderheitensprachen. Unter besonderer Berücksichtigung einer Strategie der Offenheit. Frank & Timme, Berlin 2019, ISBN 978-3-7329-0513-3.

Herausgeberschaften (Auswahl)
- Übersetzen von Rechtstexten. Fachkommunikation im Spannungsfeld zwischen Rechtsordnung und Sprache Narr, Tübingen 1999, ISBN 3-8233-5359-4.
- Terminology and Knowledge Engineering. Proceedings of the 5th International Congress on Terminology and Knowledge Engineering TKE'99. TermNet, Wien 1999, ISBN 3-901010-24-6.
- TermLeg 1.0 – Vertragsrecht: Ein terminologischer Vergleich Italienisch-Deutsch. Studia, Innsbruck 2001, ISBN 3-901502-30-0.
- TermLeg 2.0 – Arbeitsrecht: Ein terminologischer Vergleich Italienisch-Deutsch. Studia, Innsbruck 2002, ISBN 3-901502-39-4.
- Fluctuat nec mergitur. Translation und Gesellschaft. Festschrift für Annemarie Schmid zum 75. Geburtstag. Peter Lang, Frankfurt 2005, ISBN 3-631-52542-7.
- mit Ingeborg Ohnheiser, Wolfgang Pöckl: Translation – Sprachvariation – Mehrsprachigkeit. Festschrift für Lew Zybatow zum 60. Geburtstag. Peter Lang, Frankfurt am Main 2011, ISBN 978-3-631-60000-9.
- mit Marta García González: Translation and Openness. Innsbruck University Press, Innsbruck 2015, ISBN 978-3-902936-88-2.
- mit Daniel Dejica, Gyde Hansen, Iulia Para: Language in the Digital Era. Challenges and Perspectives. De Gruyter Open, Warsaw / Berlin 2016, ISBN 978-3-11-047205-9.

Aufsätze und Beiträge (Auswahl)
- Die Rolle des Übersetzers im mehrsprachigen Umfeld. In: Lebende Sprachen. 2/1993, S. 54–57.
- Deutsche Rechtssprache für italienisches Recht: Der Fall Südtirol. In: G. de Groot, R. Schulze (Hrsg.): Recht und Übersetzung. Nomos, Baden-Baden 1999, S. 189–200.
- Mehrsprachige Fachkommunikation: Wissens- und Kulturtransfer im Zeitalter der Globalisierung. In: L. Zybatow (Hrsg.): Translation zwischen Theorie und Praxis. (= Innsbrucker Ringvorlesungen zur Translationswissenschaft. Band 1). Frankfurt am Main 2002, S. 395–410.
- Der transkulturelle Vergleich von Rechtsbegriffen. In: Susan Šarčević (Hrsg.): Legal Language in Action: Translation, Terminology, Drafting and Procedural Issues. Globus, Zagreb 2009, ISBN 978-953-167-226-9, S. 151–165.
- Translation Practice in South Tyrol: Towards a commitment to professional translation expertise. In: H. Obermair, H. Pechlaner (eds.): Eurac Research: Inventing Science in a Region. Eurac Research, Bozen 2022, doi:10.57749/a924-n835.